# Модель Пуанкаре в верхней полуплоскости
Модель Пуанкаре в верхней полуплоскости — это верхняя половина плоскости {\displaystyle \{(x,y)\mid y>0;x,y\in \mathbb {R} \}}, обозначаемая ниже как H, вместе с метрикой (метрикой Пуанкаре), которая делает её моделью двумерной гиперболической геометрии (геометрии Лобачевского).
Эквивалентно, модель Пуанкаре в верхней полуплоскости иногда описывается как комплексная плоскость, в которой мнимая компонента (координата y, упомянутая выше) положительна.
Модель Пуанкаре в верхней полуплоскости носит имя Анри Пуанкаре, но её создал Эудженио Бельтрами, который использовал её вместе с моделью Кляйна и моделью Пуанкаре́ в круге, чтобы показать, что гиперболическая геометрия настолько же непротиворечива, насколько непротиворечива евклидова геометрия.
Эта модель конформна, что означает, что углы, измеренные в точке модели, равны углам на гиперболической плоскости.
Преобразование Кэли даёт изометрию между моделью в полуплоскости и моделью Пуанкаре́ в круге.
Эту модель можно обобщить до модели (n+1)-мерного гиперболического пространства путём замены вещественного числа x вектором в n-мерном евклидовом векторном пространстве.

## Метрика
Метрика модели в полуплоскости {\displaystyle \{\langle x,y\rangle |y>0\}} имеет вид
{\displaystyle (ds)^{2}={\frac {(dx)^{2}+(dy)^{2}}{y^{2}}}\,},
где s измеряет длину вдоль (возможно кривой) линии.
Прямые на гиперболической плоскости (геодезические для этого метрического тензора, т.е. кривые, минимизирующие расстояние), представляются на этой модели дугами окружностей, перпендикулярными оси x (полуокружности с центром на оси x) и вертикальными лучами, перпендикулярными оси x.

### Вычисление расстояния
В общем случае расстояние между двумя точками измеряется в этой метрике вдоль геодезических и равно:
{\displaystyle {\begin{aligned}\operatorname {dist} (\langle x_{1},y_{1}\rangle ,\langle x_{2},y_{2}\rangle )&=\operatorname {arch} (1+{\frac {{(x_{2}-x_{1})}^{2}+{(y_{2}-y_{1})}^{2}}{2y_{1}y_{2}}})\\&=2\operatorname {arsh} {\frac {1}{2}}{\sqrt {\frac {{(x_{2}-x_{1})}^{2}+{(y_{2}-y_{1})}^{2}}{y_{1}y_{2}}}}\\&=2\ln {\frac {{\sqrt {{(x_{2}-x_{1})}^{2}+{(y_{2}-y_{1})}^{2}}}+{\sqrt {{(x_{2}-x_{1})}^{2}+{(y_{2}+y_{1})}^{2}}}}{2{\sqrt {y_{1}y_{2}}}}},\end{aligned}}}
где arch и arsh — это обратные гиперболические функции
{\displaystyle \operatorname {arsh} {x}=\ln \left(x+{\sqrt {x^{2}+1}}\right)\ ,\ \operatorname {arch} {x}=\ln \left(x+{\sqrt {x^{2}-1}}\right);x\geq 1\,.}
Некоторые специальные случаи могут быть упрощены:
{\displaystyle \operatorname {dist} (\langle x,y_{1}\rangle ,\langle x,y_{2}\rangle )=\left|\ln {\frac {y_{2}}{y_{1}}}\right|=|\ln(y_{2})-\ln(y_{1})|}.
{\displaystyle \operatorname {dist} (\langle x_{1},y\rangle ,\langle x_{2},y\rangle )=\operatorname {arch} (1+{\frac {(x_{2}-x_{1})^{2}}{2y^{2}}})=2\operatorname {arsh} ({\frac {|x_{2}-x_{1}|}{2y}})}
{\displaystyle \operatorname {dist} (\langle x,r\rangle ,\langle x\pm r\sin \phi ,r\cos \phi \rangle )=\operatorname {arsh} (\tan \phi )=\operatorname {arch} ({\frac {1}{\cos \phi }})=\ln({\frac {1+\sin \phi }{\cos \phi }})}
Другим способом вычисления расстояния между двумя точками является длина дуги вдоль (евклидовой) полуокружности:
{\displaystyle \operatorname {dist} (AB)=\left|\ln \left({\frac {|BA_{\infty }|\ |AB_{\infty }|}{|AA_{\infty }|\ |BB_{\infty }|}}\right)\right|.}
где {\displaystyle A_{\infty },B_{\infty }} — точки полуокружности (концы), лежащие на граничной прямой, а {\displaystyle |PQ|} — это евклидова длина сегмента окружности, соединяющей точки P и Q в этой модели.

## Специальные точки и кривые
- Бесконечно удалённые точки в модели Пуанкаре в верхней полуплоскости бывают двух типов:
  - точки на оси x
  - одна воображаемая точка на {\displaystyle y=\infty }, которая является бесконечно удалённой точкой, через которую проходят все ортогональные оси x прямые.
- Прямые, геодезические (кратчайшие пути между точками, находящимися на ней) моделируются
  - полуокружностями, концы которых находятся на оси x
  - Вертикальными лучами, ортогональными оси x
- Окружности (кривые, равноудалённые от центральной точки) с центром в точке {\displaystyle (x,y)} и радиусом {\displaystyle r} моделируются:

окружностями с центром {\displaystyle (x,y\cosh(r))} и радиусом {\displaystyle y\sinh(r)}
- Гиперцикл (или эквидистанта, кривая, удалённая от гиперболической прямой, её оси или базы) моделируется 
  - либо дугой окружности, которая пересекает ось x в тех же двух бесконечно удалённых точках, что и полуокружность, которая является базой, но имеет с осью x острый или тупой (не прямой) угол.
  - либо прямой, которая пересекает ось x в той же точке, что и вертикальный луч, который моделирует базу, но не перпендикулярной оси x.
- Орицикл (предел семейства окружностей с общей касательной, проходящих через фиксированную точку и лежащих по одну сторону от этой касательной, образующийся при стремлении радиуса этих окружностей к бесконечности) моделируется
  - либо окружностью, касательной оси x (без бесконечно удалённой точки пересечения, которая является центром)
  - либо окружностью, параллельной x, в случае, если центром является бесконечно удалённой точкой с {\displaystyle y=\infty }.

### Краткий обзор евклидовых окружностей
Пусть дана евклидова окружность с центром {\displaystyle (x_{e},y_{e})} и радиусом {\displaystyle r_{e}}.
- Если евклидова окружность полностью находится в верхней полуплоскости, она представляет гиперболическую окружность с центром {\displaystyle (x_{e},{\sqrt {y_{e}^{2}-r_{e}^{2}}})} и радиусом {\displaystyle {\frac {1}{2}}\ln \left({\frac {y_{e}+r_{e}}{y_{e}-r_{e}}}\right)}.
- Если евклидова окружность полностью находится в верхней полуплоскости и касается границы, она представляет орицикл с центром в бесконечно удалённой точке c {\displaystyle (x_{e},0)}.
- Если окружность пересекает границу ортогонально ({\displaystyle y_{e}=0}), она представляет гиперболическую прямую.
- Если окружность пересекает границу не ортогонально, она представляет гиперцикл.

## Построения с помощью циркуля и линейки
Здесь показывается, как производить построения с помощью циркуля и линейки в модели Пуанкаре.
Например, как построить полуокружность в евклидовой полуплоскости, которая моделирует гиперболическую прямую, проходящую через две точки.

### Построение гиперболической прямой, проходящей через две точки
Строим отрезок, соединяющий две точки. Строим перпендикуляр, проходящий через середину отрезка. Находим пересечение этого перпендикуляра с осью x. Строим окружность с центром в точке пересечения, проходящую через данные точки (только верхнюю часть выше x).
Если эти две точки лежат на вертикальном луче, строим его (от оси x) , этот луч и будет искомой прямой.

### Построение окружности с заданным центром, проходящей через точку
Будем строить гиперболическую окружность с центром A, проходящую через точку B.
- Если точки A и B не лежат на вертикальной прямой:

Строим гиперболическую прямую (полуокружность), проходящую через две заданные точки, как в предыдущем случае. Строим касательную к этой полуокружности в точке B. Проводим перпендикуляр к оси x через точку A. Находим пересечение этих двух прямых, чтобы получить центр D моделирующей окружности. Строим моделирующую окружность с центром в D, проходящую через заданную точку B.
- Если точки A и B лежат на вертикальной прямой, и точка A лежит выше точки B:

Строим окружность вокруг пересечения вертикальной прямой и оси x, которая проходит через точку A.
Строим горизонтальную прямую через точку B.
Строим касательную к окружности в точке пересечения с этой горизонтальной прямой.
Середина отрезка между пересечением касательной с вертикальной прямой и B является центром моделирующей окружности.
Строим моделирующую окружность вокруг центра, проходящую через точку B.
- Если точки A и B лежат на вертикальной оси, и центр A лежит ниже точки B:

Строим окружность вокруг пересечения вертикальной прямой и осью x, которая проходит через заданный центр A.
Строим касательную к окружности, проходящую через точку B.
Строим горизонтальную прямую, проходящую через точку касания, и находим её пересечение с вертикальной прямой.
Средняя точка между полученной точкой пересечения и точкой является центром моделирующей окружности.
Строим моделирующую окружность с новым центром и проходящую через точку B.

### Найти центр заданной (гиперболической) окружности
Опускаем перпендикуляр p из евклидова центра окружности на ось x.
Пусть точка q является основанием этого перпендикуляра на ось x.
Строим прямую, касательную к окружности, проходящую через точку q.
Строим полуокружность h с центром в точке q, проходящую через точку касания.
Гиперболическим центром служит точка, в которой h и p пересекаются.

## Группы симметрии
Проективная линейная группа PGL(2,C) действует на римановой сфере преобразованиями Мёбиуса. Подгруппа, которая отображает верхнюю половину плоскости H в себя — это PSL(2,R), состоящая из преобразований с вещественными коэффициентами, которая действует транзитивно и изометрично на верхней половине плоскости, что делает её однородным пространством.
Есть четыре тесно связанные группы Ли, которые действуют на верхнюю половину плоскости дробно-линейными преобразованиями, сохраняющими гиперболическое расстояние.
- Специальная линейная группа SL(2,R), которая состоит из 2×2 матриц с вещественными элементами и определителем +1. Заметьте, что многие тексты (включая Википедию) часто упоминают SL(2,R), подразумевая под этим PSL(2,R).
- Группа S*L(2,R), состоящая из 2×2 матриц с вещественными элементами с определителем +1 или −1. Заметим, что SL(2,R) является подгруппой этой группы.
- Проективная специальная линейная группа PSL(2,R)[англ.] = SL(2,R)/{±E}, состоящая из матриц из SL(2,R) по модулю ± единичной матрицы (то есть это факторгруппа по группе, состоящей из +E и -E).
- Группа PS*L(2,R) = S*L(2,R)/{±E}=PGL(2,R) является снова проективной группой и, снова, по модулю ±E. PSL(2,R) содержится в ней в качестве нормальной подгруппы с индексом два; другой класс смежности состоит из матриц 2×2 с вещественными элементами и определителем −1, опять же по модулю ±E.

Связь этих групп с моделью Пуанкаре следующая:
- Группа всех движений H, иногда обозначаемая как Isom(H), изоморфна PS*L(2,R). Она включает как сохраняющие ориентацию движения, так и меняющие ориентацию. Меняющее ориентацию отображение (зеркальное отражение) — это {\displaystyle z\rightarrow -{\overline {z}}}.
- Группа сохраняющих ориентацию движений H, иногда обозначаемая как Isom+(H), изоморфна PSL(2,R).

Важными подгруппами группы изометрии являются фуксовы группы.
Часто рассматривается модулярная группа SL(2,Z), которая важна в двух аспектах. Во-первых, это группа линейных преобразований плоскости, сохраняющих решётку точек. Таким образом, функции, периодичные на квадратной решётке, такие как модулярные формы и эллиптические функции, наследуют симметрию решётки SL(2,Z). Во-вторых, SL(2,Z) является, конечно, подгруппой SL(2,R), а следовательно, имеет гиперболическое поведение, заложенное в ней. В частности, SL(2,Z) можно использовать для замощения гиперболической плоскости ячейками равной площади.

## Изометрическая симметрия
Действие проективной специальной линейной группы PSL(2,R) на H определяется как
{\displaystyle \left({\begin{matrix}a&b\\c&d\\\end{matrix}}\right)\cdot z={\frac {az+b}{cz+d}}={(ac|z|^{2}+bd+(ad+bc)\Re (z))+i(ad-bc)\Im (z) \over |cz+d|^{2}}.}
Заметим, что действие транзитивно, поскольку для любых {\displaystyle z_{1},z_{2}\in \mathbb {H} } существует элемент {\displaystyle g\in {\rm {PSL}}(2,\mathbb {R} )}, такой, что {\displaystyle gz_{1}=z_{2}}. Также верно, что если для всех z из H {\displaystyle gz=z}, то g = e.
Стабилизатор или стационарная подгруппа элемента z из H — это множество {\displaystyle g\in {\rm {PSL}}(2,\mathbb {R} )}, которые оставляют z неизменным — gz=z. Стабилизатор i — группа вращения
{\displaystyle {\rm {SO}}(2)=\left\{\left({\begin{matrix}\cos \theta &\sin \theta \\-\sin \theta &\cos \theta \\\end{matrix}}\right)\,:\,\theta \in {\mathbf {R} }\right\}.}
Поскольку любой элемент z из H отображается в i некоторым элементом PSL(2,R), это означает, что стационарная группа любого элемента z изоморфна SO(2). Таким образом, H = PSL(2,R)/SO(2). Также расслоение касательных векторов единичной длины на верхней половине плоскости, называемое единичным касательным расслоением, изоморфно PSL(2,R).
Верхняя половина плоскости замощается свободными регулярными множествами модулярной группой SL(2,Z).

## Геодезические
Геодезические для метрического тензора являются полуокружностями с центрами на оси x и вертикальными лучами с началом на оси x.
Геодезические со скоростью единица, идущие вертикально через точку i, задаются выражением
{\displaystyle \gamma (t)=\left({\begin{matrix}e^{t/2}&0\\0&e^{-t/2}\\\end{matrix}}\right)\cdot i=ie^{t}.}
Поскольку PSL(2,R) действует транзитивно на верхней половине плоскости путём изометрий, эта геодезическая отображается в другие геодезические при помощи действия PSL(2,R). Таким образом, геодезическая общего вида с единичной скоростью задаётся как 
{\displaystyle \gamma (t)=\left({\begin{matrix}a&b\\c&d\\\end{matrix}}\right)\left({\begin{matrix}e^{t/2}&0\\0&e^{-t/2}\\\end{matrix}}\right)\cdot i={\frac {aie^{t}+b}{cie^{t}+d}}.}
Это даёт полное описание геодезического потока расслоения касательных единичной длины (комплексное линейное расслоение) на верхней половине плоскости.

## Модель в трёхмерных пространствах
Метрика модели в полупространстве 
{\displaystyle \{\langle x,y,z\rangle |z>0\}\,}
задаётся выражением
{\displaystyle (ds)^{2}={\frac {(dx)^{2}+(dy)^{2}+(dz)^{2}}{z^{2}}}\,},
где s измеряет расстояние вдоль (возможно) кривой линии.
Прямые в гиперболическом пространстве (геодезические для этого метрического тензора, т.е. кривые, которые минимизируют расстояние), представляются в этой модели дугами окружностей, исходящих перпендикулярно от плоскости z = 0 (полуокружности, центры которых находятся на плоскости z = 0) и лучами, исходящими перпендикулярно от плоскости z = 0.
Расстояние между двумя точками измеряется в этой метрике вдоль геодезической и равно
{\displaystyle \operatorname {dist} (\langle x_{1},y_{1},z_{1}\rangle ,\langle x_{2},y_{2},z_{2}\rangle )=\operatorname {arch} \left(1+{\frac {{(x_{2}-x_{1})}^{2}+{(y_{2}-y_{1})}^{2}+{(z_{2}-z_{1})}^{2}}{2z_{1}z_{2}}}\right)=}
{\displaystyle =2\operatorname {arsh} \left({\frac {\sqrt {{(x_{2}-x_{1})}^{2}+{(y_{2}-y_{1})}^{2}+{(z_{2}-z_{1})}^{2}}}{2{\sqrt {z_{1}z_{2}}}}}\right)\,.}

## Модель вn-мерном пространстве
Модель можно обобщить до модели (n+1)-мерного пространства Лобачевского путём замены вещественных чисел x векторами в n-мерном евклидовом пространстве.

## См.также
- Угол параллельности
- Диффеоморфизм Аносова
- Фуксова группа
- Фуксова модель
- Гиперболическое движение[англ.]
- Модель Кляйна[англ.]*
- Псевдосфера
- Теорема Пика